# F.C. De Kampioenen (stripreeks)
F.C. De Kampioenen is een vedettestripreeks door striptekenaar Hec Leemans, gebaseerd op de gelijknamige komedieserie op de Vlaamse openbare televisie.
Zowel de scenario's als de personages moesten de sfeer van de televisiereeks uitstralen. F.C De Kampioenen is dan ook vooral een humoristische strip. De reeks begon in 1997 en het eerste album Zal 't gaan, ja? kende meteen een groot succes. De albums worden uitgegeven door de Standaard Uitgeverij. De stripreeks behoort tegenwoordig tot 1 van de 5 best verkopende stripreeksen in Vlaanderen, samen met De avonturen van Urbanus, Jommeke, Suske en Wiske en De Kiekeboes.
Eind 2011 startte een spin-off van de reeks: Vertongen & Co. Daarin hebben Mark en Paulien de hoofdrol. Oma Boma en Inspecteur Porei spelen er regelmatig in mee, de andere Kampioenen duiken sporadisch op. Het eerste album is Het Gouden Bolleke.
Tot ongeveer 2019 schreef Leemans zelf alle scenario's. Sindsdien doet hij de helft en worden de overige scenario's geschreven door Tom Bouden en François Corteggiani (tot aan zijn dood in 2022).

## Verhaallijn
De stripreeks volgt enkel de grote verhaallijnen van de televisieserie, zoals nieuwe karakters en de bruiloft van Mark en Bieke, maar de albums staan los van de afleveringen. De eerste antagonist DDT is een hoofdpersonage in album 1 tot 6. Hij maakt later nog gastoptredens. Vervolgens is BTW de belangrijke antagonist in album 7 tot 16. Hij maakt in tegenstelling tot in de televisieserie wel degelijk later gastoptredens. Vanaf album 17 werd Fernand de antagonist.
In december 2013 verscheen er een stripboek gelijktijdig met de eerste kampioenenfilm. Album 79 geeft het verhaal van de film een andere draai. Dit gebeurde later ook met de tweede, derde en vierde film.

## Personages

### Vaste strippersonages
- Balthasar Boma
- Fernand Costermans
- Bieke Crucke
- Pascale De Backer
- Maurice de Praetere
- Pol De Tremmerie
- Doortje Van Hoeck
- Mark Vertongen[i]
- Carmen Vandormael
- Xavier Waterslaeghers
- Nero
- Paulien Vertongen

1. ↑  Hec Leemans schrijft in de strip Mark met een 'k', terwijl in de serie Marc met een 'c' wordt geschreven.

### Nevenpersonages
- Inspecteur Porei
- Oma Boma
- Billie Coppens
- Kolonel Vandesijpe
- Freddy Focus
- Freddy Van Overloop
- Marie-Paule Vertongen
- Theo Vertongen
- Jean-Luc Grootjans
- Kevin de kat

### Vroegere vaste strippersonages
- Dimitri De Tremmerie (gastoptredens in o.a. DDT op het witte doek, DDT doet weer mee, Alle hens aan dek, Supermarkske op het slechte pad, De ontsnapping van Sinterklaas, Allemaal Cinema!, Patatten en saucissen, De knecht van tante Eulalie)
- Bernard Theofiel Waterslaeghers (gastoptredens in De Kampioenen in Afrika, Alle hens aan dek, Man, man, man en Komen vreten)

### Ooit meegespeeld in de stripreeks
- Oscar Crucke
- Georgette Verreth
- Goedele Decocq
- Saartje Dubois
- Tante Eulalie
- Kaat
- De Xaverianen

## Albums

### Buiten reeks
- De personages hadden een gastoptreden in De strip van 7: Het geheim van de kousenband (2001) en in het Kiekeboealbum Bij Fanny op schoot (2005).
- Triootje Kampioenen → drie reeds verschenen albums samen.
- De Boma-Special! → drie reeds verschenen verhalen met Boma in de hoofdrol en extra spelletjes.
- De Markske-Special! → drie reeds verschenen verhalen met Markske in de hoofdrol.
- De Xavier en Carmen-Special → drie reeds verschenen verhalen met Xavier en/of Carmen in de hoofdrol.
- Op zoek naar Neroke → verhaal van Carmen, Nero en Xavier.
- F.C. De Kampioenen Pretboek → pretboek met spelletjes, puzzels, goocheltrucs en recepten.
- Championettes-Special → drie reeds verschenen albums met de vrouwen in de hoofdrol samen.

## In populaire cultuur
- In het Natasja-album De Blik van het Verleden hebben de Kampioenen een cameo in de bar waar Natasja iets gaat drinken.

## Verwijzingen naar andere reeksen
- In het album Boma op de klippen heeft Boma een jacht gekocht. Hij wil hierbij een bijhorend kostuum aandoen. Eén kostuum lijkt enorm op dat van Kapitein Haddock.
- In het album Op zoek naar Neroke krijgt Carmen een klap op haar hoofd. Ze kraamt vanaf dat moment enkel onzin uit. Ze citeert steeds dialogen uit de strips van De Kiekeboes. Xavier besluit dat hij liever had dat ze uit De Rode Ridder zou citeren. De papegaai Flippo lijkt veel op Flip, de papegaai van Jommeke.